# Первичный сектор экономики

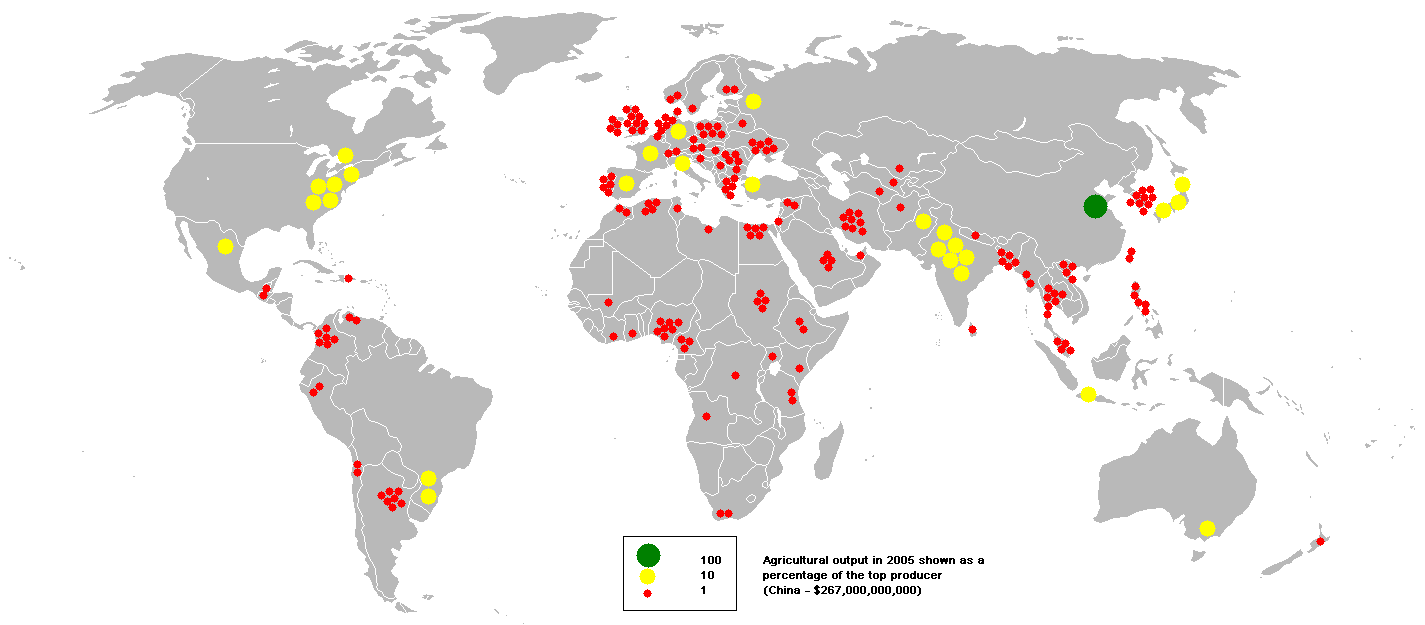
Объем сельскохозяйственного производства в 2005 году.

Перви́чный се́ктор эконо́мики (в трёхсекторной модели экономики) объединяет отрасли, связанные с добычей сырья и его переработкой в полуфабрикаты.
К первичному сектору относятся сельское хозяйство, лесное хозяйство, рыболовство, охота и добыча ископаемого природного сырья (угля, нефти, металлических руд и т. п.).
Первичный сектор был самым первым в истории человечества, он начинался с экономической деятельности первобытных людей (собирательство и охота). Вплоть до начала Промышленной революции первичный сектор занимал важнейшее место в мировой экономике, а в пределах самого первичного сектора важнейшей отраслью являлось сельское хозяйство.
Помимо первичного сектора экономики также выделяют вторичный сектор (производство промышленных изделий) и третичный сектор (сфера услуг).
Общество, существующее в условиях господствующего первичного сектора экономики, называют доиндустриальным, или аграрным.